# The Circus of Life
The Circus of Life è un film muto del 1917 diretto da Rupert Julian e, non accreditata, Elsie Jane Wilson. La regista, moglie di Julian, è anche la protagonista femminile del film che vede, tra gli altri interpreti, Mignon Anderson, Pomeroy Cannon, Harry Carter, Emory Johnson e la piccola Zoe Rae.

## Trama
Danny, conducente di un carro per la birra, sposa Mamie ma, poco tempo dopo, la moglie lo trascura, infatuata com'è di Gaston Bouvais, un artista. Quando Mamie ha una bambina, Daisy May, Danny pensa di non esserne il padre e, disperato, inizia a bere. Anche se la crede figlia di un altro, ama la piccola Daisy May e, quando la bambina cresce, lei viaggerà con lui sui carri che trasportano la birra. Durante uno di questi viaggi, Danny, avendo bevuto troppo, perde il controllo dei cavalli. Nel caos che ne segue, la ragazzina finisce ferita. Intanto, Bouvais - che ha continuato in tutti quegli anni la sua relazione con Mamie - riesce a convincere la donna a lasciare Danny. Ma l'incidente in cui sono rimasti coinvolti la figlioletta e il marito, risveglia nella donna l'amore per Danny. Mamie respinge il pittore che finalmente la lascia in pace e rivolge le sue attenzioni verso un'altra che poi sposa. La felicità ritorna in casa di Danny e di Mamie. Anche Daisy May guarisce e Danny riprende il lavoro iniziando una nuova carriera: quella di conducente di carri per il latte.

## Produzione
Il 28 aprile 1917, Motion Picture News annunciava che quella settimana erano cominciate le riprese di A Dime's Worth of Philosophy, titolo di lavorazione di The Circus of Life.
Il film, prodotto dalla Butterfly Photoplays (come Universal Film Manufacturing Company), venne girato negli Universal Studios,al 100 di Universal City Plaza, a Universal City.

## Distribuzione
Il copyright del film, richiesto dalla Universal Film Mfg. Co., Inc., fu registrato il 23 maggio 1917 con il numero LP10821.
Distribuito dalla Universal Film Manufacturing Company, il film uscì nelle sale cinematografiche statunitensi il 4 giugno 1917.
Copia completa della pellicola si trova conservata negli archivi della Library of Congress di Washington.